# Judith Glück
Judith Glück (* 15. Juli 1969 in München) ist eine österreichische Psychologin und Weisheitsforscherin. Seit 2007 ist sie Lehrstuhlinhaberin für Entwicklungspsychologie an der Universität Klagenfurt. Aktuell amtiert sie als Präsidentin der Österreichischen Gesellschaft für Psychologie.

## Leben und Werk
Glück studierte an der Universität Wien Psychologie, diplomierte 1995 und promovierte 1999 zur Doktorin der Naturwissenschaften. 1995 bis 1999 war sie Universitätsassistentin an der Universität Wien, 2000 bis 2002 Postdoctoral Research Fellow am Max-Planck-Institut für Bildungsforschung in Berlin, wo sie unter anderem mit Paul B. Baltes forschte. 2001 habilitierte sie sich für das Gesamtfach Psychologie an der Universität Wien.
Im Jahr 2007 trat sie, nach einem Ruf an die Universität Graz, die Professur für Entwicklungspsychologie an der Universität Klagenfurt an. Einen Ruf an die Universität Kassel lehnte sie 2010 ab. Im September 2020 wurde sie zur Präsidentin der Österreichischen Gesellschaft für Psychologie (ÖGP) gewählt.
Judith Glück ist die Tochter von Wolfgang Glück. Sie ist mit dem Kognitionswissenschaftler Oliver Vitouch verheiratet.

## Forschung
Die Forschungsschwerpunkte von Judith Glück liegen in verschiedenen Bereichen der Entwicklungspsychologie, dabei im Besonderen bei der Erforschung von Weisheit. Weitere Forschungsthemen sind die Entwicklung des räumlichen Denkens, Lebenslange Entwicklung und Lebenslanges Lernen, Selbst und Identität im Lebensrückblick sowie Methoden der Entwicklungspsychologie, z. B. Item-Response-Modelle für Längsschnittdaten.
Seit 2008 leitet Judith Glück das vom FWF und von der University of Chicago geförderte Projekt Weisheit. Sie ist zudem vielfach als Gutachterin für wissenschaftliche Fachzeitschriften, Verlage und Organisationen tätig.

## Auszeichnungen
- George A. Miller Award der American Psychological Association (2024)

## Publikationen (Auswahl)
- J. Glück: Wisdom and aging. In: Current Opinion in Psychology. Band 55, 2024, 101742.
- R. J. Sternberg, J. Glück (Hrsg.): The psychology of wisdom: An introduction. Cambridge University Press, Cambridge, UK 2022.
- J. Glück, N. M. Weststrate: The wisdom researchers and the elephant: An integrative model of wise behavior. In: Personality and Social Psychology Review. Band 26, 2022, S. 342–374.
- R. J. Sternberg, J. Glück: Wisdom: The psychology of wise thoughts, words, and deeds. Cambridge University Press, Cambridge, UK 2021.
- J. Glück:  The important difference between psychologists’ labs and real life: Evaluating the validity of models of wisdom. In: Psychological Inquiry. Band 31, 2020, S. 144–150.
- J. Glück, S. Bluck, N. M. Weststrate: More on the MORE life experience model: What we have learned (so far). In: The Journal of Value Inquiry. Band 53, 2019, S. 349–370.
- R. J. Sternberg, J. Glück (Hrsg.): The Cambridge handbook of wisdom. Cambridge University Press, Cambridge, UK 2019.
- R. J. Sternberg, H. C. Nusbaum, J. Glück (Hrsg.): Applying wisdom to contemporary world problems. Palgrave Macmillan, London, UK 2019.
- J. Glück: Measuring wisdom: Existing approaches, continuing challenges, and new developments. In: The Journals of Gerontology: Series B. Band 73, 2018, S. 1393–1403.
- N. M. Weststrate, J. Glück: Hard-earned wisdom: Exploratory processing of difficult life experience is positively associated with wisdom. In: Developmental Psychology. Band 53, 2017, S. 800–814.
- J. Glück: Weisheit: Die 5 Prinzipien des gelingenden Lebens. Kösel (Random House), München 2016.
- S. König, J. Glück: “Gratitude is with me all the time:” How gratitude relates to wisdom. In: Journals of Gerontology: Series B. Band 69, 2014, S. 655–666.
- J. Glück, S. Bluck: The MORE Life Experience Model: A theory of the development of personal wisdom. In: M. Ferrari, N. Weststrate (Hrsg.): The scientific study of personal wisdom. Springer, New York 2013, S. 75–98.
- J. Glück, S. König, K. Naschenweng, U. Redzanowski, L. Dorner, I. Straßer, W. Wiedermann: How to measure wisdom: Content, reliability, and validity of five measures. In: Frontiers in Psychology. Band 4, 2013, Article 405.
- U. M. Staudinger, J. Glück: Psychological wisdom research: Commonalities and differences in a growing field. In: Annual Review of Psychology. Band 62, 2011, S. 215–241.
- J. Glück, S. Bluck: Laypeople’s conceptions of wisdom and its development: Cognitive and integrative views. In: The Journals of Gerontology: Series B. Band 66, 2011, S. 321–324.
- J. Glück, S. Bluck: Looking back across the lifespan: A life story account of the reminiscence bump. In: Memory and Cognition. Band 35, 2007, S. 1928–1939.
- J. Glück, P. B. Baltes: Using the concept of wisdom to enhance the expression of wisdom knowledge: Not the philosopher's dream, but differential effects of developmental preparedness. In: Psychology and Aging. 21, 2006, 679–690.
- S. Bluck, J. Glück: From the inside out: People's implicit theories of wisdom. In: R. J. Sternberg, J. Jordan (Hrsg.): A handbook of wisdom: Psychological perspectives. Cambridge University Press, Cambridge, UK 2005, S. 84–109.
- J. Glück, S. Bluck, J. Baron, D. P. McAdams: The wisdom of experience: Autobiographical narratives across adulthood. In: International Journal of Behavioral Development. Band 29, 2005, S. 197–208.
- S. Bluck, J. Glück: Making things better and learning a lesson: Experiencing wisdom across the lifespan. In: Journal of Personality. Band 72, 2004, S. 543–572.
- J. Glück, R. Machat, M. Jirasko, B. Rollett: Training-related changes in solution strategy in a spatial test: An application of item response models. In: Learning and Individual Differences. Band 13, 2002, S. 1–22.
- P. B. Baltes, J. Glück, U. Kunzmann: Wisdom: Its structure and function in regulating successful life span development. In: C. R. Snyder, S. J. Lopez (Hrsg.): Handbook of positive psychology. Oxford University Press, Oxford, UK 2001, S. 327–347.